# Februari 2014
| Februari 2014 |
| Månader under 2014: Januari · Februari · Mars · April · Maj · Juni · Juli · Augusti · September · Oktober · November · December ← December 2013 · Januari 2015 → |

## Händelser

### 1 februari
- Vulkanutbrottet på Sumatra i Indonesien dödar minst 14 människor och många tvingas fly sina hem.[1]
- En storm drar in över Norra Serbien, Österrike, Ungern och Slovenien. Stormen orsakar stora materiella skador. I staden Novi Sad blåser det upp till 150m/s.

### 2 februari
- Syriska regimstyrkor bombar bostadskvarter i staden Aleppo. Detta genom att släppa tunnor med sprängningsmedel i. 85 människor dödas.[2][3][4][5]

### 3 februari
- Carl Bildt åker till Iran. Besöket är ett resultat av en inbjudan.[6]

### 4 februari
- Västkusträkan rödlistas av WWF.[7]
- Handelsministern Ewa Björling delar ut årets musikexportspris till DJ:n Avicii.[8]

### 7–23 februari

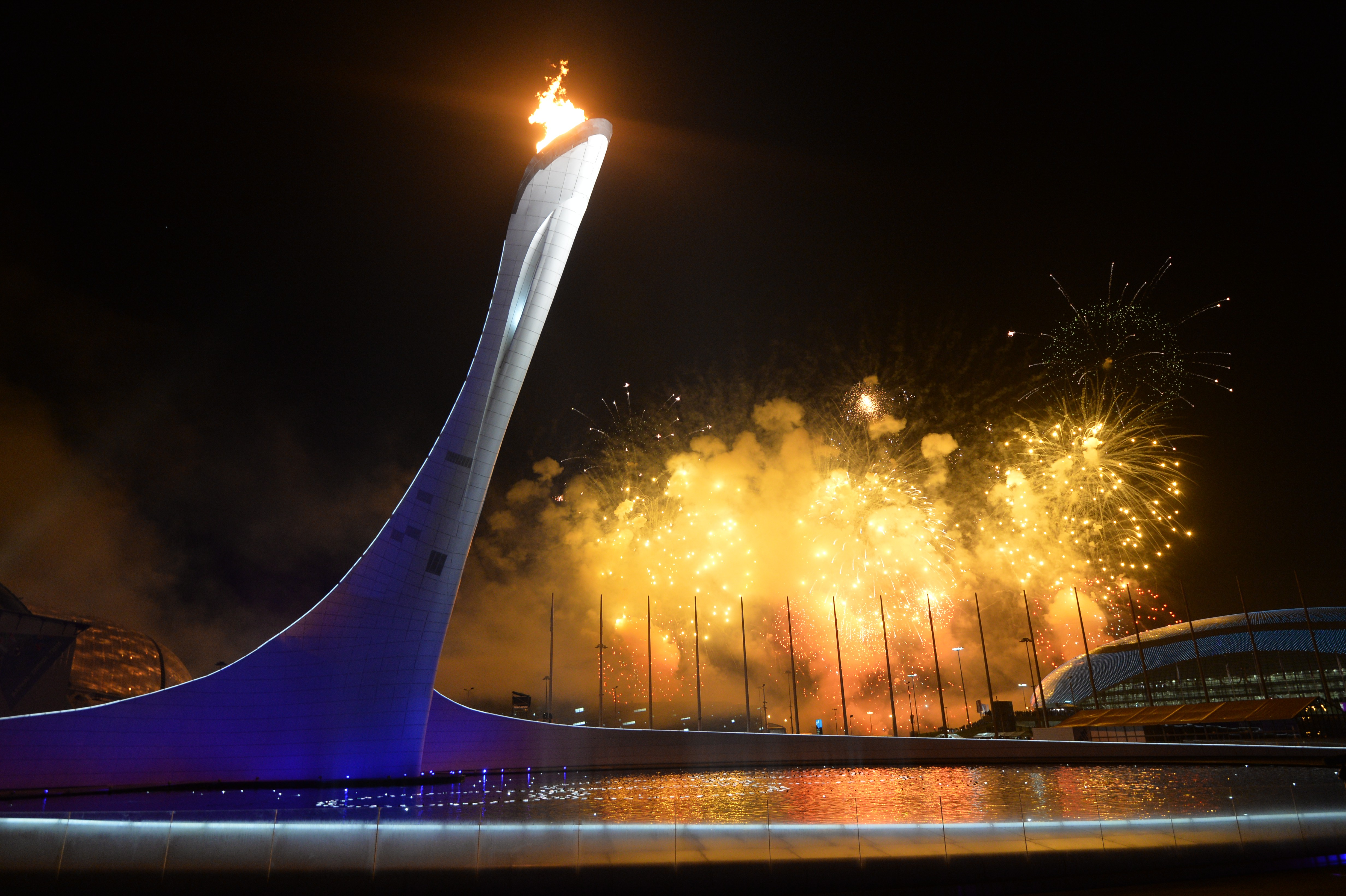
Den olympiska elden vid Sotjis Olympiastadion.

- Olympiska vinterspelen äger rum  i Sotji i Ryssland.

### 7 februari
- I flera städer i Bosnien och Hercegovina går arbetslösa ut och protesterar mot den höga arbetslösheten.[9]

### 8 februari
- Parlamentshuset i Sarajevo attackeras av aktivister som därefter tänder eld på byggnaden.[10]

### 16 februari
- 13 sydkoreanska turister dödas i ett bombattentat i en buss i centrala Kairo.

### 20 februari
- I den dittills värsta dagen i upploppen i Ukraina tillfångatas 67 poliser medan 50 personer skadas och 100 dödas när demonstranterna attackerar poliserna. Samma dag beslutar regeringen i Ukraina om en vapenvila.

### 22 februari
- Ukrainas president Viktor Janukovytj avsätts.
- Island drar tillbaka sin ansökan om EU-medlemskap.

### 25 februari
- Vid en massaker på en internatskola i norra Nigeria dödas 43 skolbarn.